# 924
Раннє Середньовіччя •  Епоха вікінгів •  Золота доба ісламу •  Реконкіста

## Геополітична ситуація
У Візантії правили Роман I Лакапін та, формально, Костянтин VII Багрянородний. Італійським королем був Рудольф II Бургундський, Західним Франкським королівством правив Рауль I (король Франції), Східним Франкським королівством — Генріх I Птахолов, Бургундією — Людовик III Сліпий.
Північ Італії належить Італійському королівству, середню частину займає Папська область, герцогства на південь від Римської області незалежні, деякі області на півночі та на півдні належать Візантії, інші окупували сарацини. Південь Піренейського півострова займає Кордовський емірат, в якому править Абд Ар-Рахман III. Північну частину півострова займають королівство Астурія і об'єднане королівство Галісії та Леону під правлінням Ордоньйо I. Північну частину Англії захопили дани, на півдні править Вессекс, який очолює Етельстан.
Існують слов'янські держави: Перше Болгарське царство, де править Симеон I, Богемія, Моравія, Приморська Хорватія, Київська Русь, де править Ігор. Паннонію окупували мадяри.
Аббасидський халіфат очолює аль-Муктадір, в Іфрикії владу утримують Фатіміди, в Середній Азії — Саманіди. У Китаї триває період п'яти династій і десяти держав. Значними державами Індії є Пала, держава Раштракутів, Пратіхара, Чола. В Японії триває період Хей'ан. На північ від Каспійського та Азовського морів існує Хозарський каганат.

## Події
- Королем Мерсії став Етельстан.
- Симеон I здійснив похід проти сербів і підкорив собі Рашку до 927. Потім він пішов походом на Константинополь, але, переконавшись у неприступності міста, відступив, уклавши з візантійцями мир.
- Мадяри, яких Беренгар I покликав собі на допомогу в боротьбі за Італійське королівство проти Рудольфа II Бургундського, розграбували Павію. Потім вони спустошили Прованс і долину Рони аж до Готії.
- Веронці повстали проти Беренгара I і вбили його. Після його смерті титул римського імператора залишиться без власника до 962 року.
- Маври з Кордовського емірату на чолі з Абдом ар-Рахманом III здійснили похід проти Наваррського королівства, захопили й розграбували Памплону.
- Король Західного Франкського королівства Рауль I поступився норману Роллону Менським графством та Бессеном.
- Кидані на чолі з Абаоцзі розширили свої володіння до річки Орхон, повністю витіснивши єнісейських киргизів з Монголії, яку надалі заселили протомонголи.
- Держава Ці на північному заході Китаю припинила існування, поступившись Пізній Тан. Постало царство Цзінань.